# Paper Tigers
Paper Tigers är den svenska rockgruppen Caesars fjärde studioalbum, utgivet i mars 2005.
Från albumet släpptes singlarna "We Got to Leave", "Paper Tigers" och "It's Not the Fall That Hurts". På den amerikanska utgåvan av albumet fanns även en remixad version av låten "Jerk It Out" med, efter att den blivit känd genom en reklam för Ipod.

## Låtlista
1. "Spirit" - 4:50
2. "It's Not the Fall That Hurts" - 2:55
3. "Out There" - 2:54
4. "May the Rain" - 3:12
5. "My Heart Is Breaking Down" - 2:32
6. "Paper Tigers" - 4:06
7. "Your Time Is Near" - 4:43
8. "Throwaway" - 2:52
9. "Winter Song" - 3:09
10. "We Got to Leave" - 3:23
11. "Soulchaser" - 4:11
12. "Good and Gone" - 3:02